# (8643) Quercus
(8643) Quercus est un astéroïde de la ceinture principale.

## Description
(8643) Quercus est un astéroïde de la ceinture principale. Il fut découvert le 16 septembre 1988 à l'Observatoire de Haute-Provence par Eric Walter Elst. Il présente une orbite caractérisée par un demi-grand axe de 2,57 UA, une excentricité de 0,16 et une inclinaison de 13,0° par rapport à l'écliptique.

## Compléments